# Tazza (série de films)

Tazza (타짜, Tajja) est une série de comédies sud-coréennes produites par le studio Sidus Pictures (en) d'après le manhwa de Kim Se-yeong. Elles tournent autour des jeux d'argent et de cartes hwa-t'u

## Série
| Titre international     | Titre coréen                                | Date de sortie    | Réalisateur       | Entrées   |
| ----------------------- | ------------------------------------------- | ----------------- | ----------------- | --------- |
| Tazza: The High Rollers | 타짜 Tajja                                  | 28 septembre 2006 | Choi Dong-hoon    | 5 685 715 |
| Tazza: The Hidden Card  | 타짜: 신의 손 Tajja: Sineui Son             | 3 septembre 2014  | Kang Hyeong-cheol | 4 015 361 |
| Tazza: One Eyed Jack    | 타짜: 원 아이드 잭 Ta-jja: Won A-i-deu Jaek | 11 septembre 2019 | Kwon Oh-kwang     | 2 228 921 |